# Фелингер, Гюнтер Фридрих
Гюнтер Фридрих Фелингер (нем. Günther Friedrich Fehlinger; род. 23 августа 1968, Линц) — австрийский экономист, консультант по вопросам управления и развития. Бывший генеральный секретарь Союза малых и средних предприятий Европейской народной партии. Он является сторонником расширения блока НАТО и Европейского Союза.
Он также ведёт блог-подкаст Pax Europeana о Европейском Союзе.
Гюнтер Фелингер стал известен благодаря своим скандальным политическим заявлениям касательно разных стран, сделанным им от имени «Европейского комитета по развитию НАТО», который не имеет к НАТО никакого отношения.

## Биография
Гюнтер Фелингер родился 23 августа 1968 года в австрийском городе Линц.
С 1979 по 1988 год Гюнтер получал среднее образование в Gymnasium Khevenhüllerschule.
В 1988—1989 годах он служил в (австрийской) армии, имеет звание старшего лейтенанта запаса (нем. Oberleutnant d. Reserve).
В 1989—1998 годах Фелингер получил высшее образование в Венском университете экономики и бизнеса.
С января по июнь 1997 года Фелингер работал в Секретариате Европейского союза демократов (англ. European Democrat Union), где был членом рабочей группы «Стратегия обеспечения занятости» (Working Group "Strategy for Employment".
С сентября 1998 по октябрь 2000 года он работал в Программе профессиональной подготовки Федерации австрийской промышленности (Traineeprogramme of the Federation of Austrian Industries).
С ноября 1998 по октябрь 2000 года он был в Департаменте окружающей среды UNICE от Европейского союза работодателей при поддержке Федерации австрийских промышленников «Industriellen Vereinigung».
В сентябре-ноябре 2000 года работал помощником Пауля Рюбига, евродепутата по вопросам малого и среднего бизнеса (МСП) и был сотрудником австрийской христианско-демократической ассоциации МСП «Österreichischer Virtschaftsbund».
С ноября 2000 по март 2004 года Фелингер был Генеральным секретарём Союза МСП Европейской народной партии (ЕНП), в этом статусе он взаимодействовал с деловыми кругами ЕС и США в создании Европейского института предпринимательства (European Enterprise Institute) и создавал сетевое объединение для либерализации торговли SME Global.
В 2001—2003 годах Фелингер был редактором журнала The Entrepreneur.
В марте-июне 2004 года он координировал избирательную кампанию Пауля Рюбига в Европарламент.
С июля 2004 года — Президент CFACT Europe — европейского отделения Комитета за конструктивное будущее (Committee for a Constructive Tomorrow).
С августа 2004 года — Президент некоммерческой организации «Европейцы за налоговую реформу» (Europeans for Tax Reform).
С октября 2004 года — Исполнительный директор Австрийской ассоциация управленцев (Austrian Manager Association).
Фелингер интересуется американской историей, юго-восточным регионом Европы, занимается бегом и фитнесом.

## Политическая деятельность
В Европейской народной партии Гюнтер Фелингер некоторое время занимал должность генерального секретаря Союза малых и средних предприятий.
С 2005 года Гюнтер сосредоточил свое внимание на экономических реформах и политике малого и среднего бизнеса в европейских странах с переходной экономикой, главным образом в Косово, Албании и Украине.
Будучи сторонником расширения Европейского Союза, Фелингер в 2023 году является членом правления Группы действий по региональной экономической интеграции (англ. Action Group for Regional Economic Integration, AGREI) на Южных Балканах и координирует сеть сторонников реформы налоговой системы ЕС под названием «Европейцы за налоговую реформу» (Europeans for Tax Reform). Он координирует австрийский активизм «Да Украине в ЕС» (англ. Austrian Yes to Ukraine in EU) и поддерживает в Австрии концепцию Ассоциированного трио.
В 2023 году Фелингер делал экстравагантные и скандальные политические заявления от имени некоего «Европейского комитета по развитию НАТО», который на самом деле не имеет отношения к НАТО, как и сам Фелингер. В разных высказываниях он призывал разделить Бразилию на 4 части, Армению вступить в НАТО, бомбить Белград силами НАТО, разделить страны БРИКС, «деколонизировать» Россию и Китай, расчленить Израиль  «в наказание за моральную нейтральность в отношении российского геноцида украинцев».